# Lee Sang-yi
Lee Sang-yi (hangul: 이상이; Ansan, 27 de noviembre de 1991), es un actor surcoreano.

## Biografía
Estudió drama en la Universidad Nacional de Artes de Corea (inglés: "Korea National University of Arts").
Es buen amigo del actor Kim Sung-cheol.

## Carrera
Es miembro de la agencia "Niceperson Company" (좋은사람 컴퍼니).
En agosto del 2017 realizó su primera aparición en la televisión, cuando se unió al elenco recurrente de la serie Manhole donde interpretó a Oh Dal-soo, uno de los amigos de Bong Pil (Kim Jae-joong).
En noviembre del mismo año se unió al elenco recurrente de la serie Prison Playbook donde dio vida al sargento Oh Dong-hwan.
El 10 de julio del 2018 se unió al elenco recurrente del especial To. Jenny donde interpretó a Yeom Dae-sung, uno de los amigos de Park Jung-min (Kim Sung-cheol), hasta el final de la serie el 18 de julio del mismo año.
El 26 de agosto del mismo año apareció en la serie Voice 2 donde dio vida al camarógrafo Wang Ko, hasta el 1 de septiembre del mismo año.
En septiembre del mismo año se unió al elenco recurrente de la serie The Third Charm donde interpretó a Hyun Sang-hyun, uno de los mejores amigos de On Joon-young (Seo Kang-joon) y el interés romántico de On Ri-won (Park Kyu-young).
En septiembre del 2019 se unió al elenco recurrente de la serie When the Camellia Blooms donde dio vida a Yang Seung-yeop, el hermano de Yang Seung-hee (Kim Mo-ah).
En abril del mismo año se unió al elenco recurrente de la serie Special Labor Inspector Jo donde interpretó a Yang Tae-soo, el vicepresidente del grupo "Myeongseong".
El 28 de marzo del 2020 se unió al elenco de la serie I've Returned After One Marriage (también conocida como "Once Again") donde dio vida al atractivo dentista Yoon Jae-suk, un hombre amigable y encantador, así como el hermano menor del doctor Yoon Kyu-jin (Lee Sang-yeob), hasta el final de la serie el 13 de septiembre del mismo año.
En mayo de 2021 se unió al elenco principal de la serie Youth of May donde interpretó a Lee Soo-chan, el hermano mayor de Lee Soo-ryun (Keum Sae-rok), un joven hombre que está ayudando a su padre con el negocio familiar después de regresar de estudiar en el extranjero en Francia, hasta el final de la serie el 8 de junio del mismo año.
En septiembre del mismo año se unió al elenco de la serie Hometown Cha Cha Cha (también conocida como "Seaside Village Cha Cha Cha") donde dio vida a Ji Sung-hyun, un exitoso director de programas de variedades y adicto al trabajo con una personalidad brillante, hasta el final de la serie el 17 de octubre del mismo año.
En noviembre de 2021 se confirmó que se había unido al elenco principal de la serie Sabuesos, donde interpretará a Woo-jin, una persona que luego de conocer a Gun-woo como un boxeador rival finalmente termina trabajando con él.

## Filmografía

### Series de televisión
| Año     | Título                           | Personaje         | Notas                                              | Ref.                 |
| ------- | -------------------------------- | ----------------- | -------------------------------------------------- | -------------------- |
| 2017    | Manhole                          | Oh Dal-soo        |                                                    |                      |
| 2017    | Andante                          | Sung Joon         |                                                    |                      |
| 2017    | Oh, the Mysterious               | Lee Kyung-jae     |                                                    |                      |
| 2017-18 | Prison Playbook                  | gto. Oh Dong-hwan |                                                    |                      |
| 2018    | Suits                            | Park Chul-soon    |                                                    |                      |
| 2018    | To. Jenny                        | Yeom Dae-sung     | 2 episodios                                        |                      |
| 2018    | Voice 2                          | Wang Ko           | 2 episodios                                        |                      |
| 2018    | The Third Charm                  | Hyun Sang-hyun    |                                                    |                      |
| 2018    | God's Quiz: Reboot               | Jae-seung         | 2 episodios                                        |                      |
| 2019    | Special Labor Inspector Jo       | Yang Tae-soo      |                                                    |                      |
| 2019    | When the Camellia Blooms         | Yang Seung-yeop   |                                                    |                      |
| 2020    | I've Returned After One Marriage | Yoon Jae-suk      | 100 episodios                                      |                      |
| 2021    | Youth of May                     | Lee Soo-chan      | 12 episodios                                       | [ 15 ]               |
| 2021    | Yumi's Cells                     | Ji Woo-ki         | Aparición especial                                 | [ 16 ] [ 17 ]        |
| 2021    | Hometown Cha Cha Cha             | Ji Sung-hyun      | 8 episodios                                        | [ 18 ]               |
| 2022    | Joseon Psychiatrist Yoo Se-poong | Kim Yun-gyeom     | Aparición especial, ep. 2                          | [ 19 ]               |
| 2023    | Curso intensivo de amor          | Youtuber          | Aparición especial                                 | [ 20 ] [ 21 ]        |
| 2023    | Sabuesos                         | Hong Woo-jin      | 8 episodios                                        | [ 22 ]               |
| 2023-24 | Mi adorable demonio              | Joo Seok-hoon     | 16 episodios                                       | [ 23 ]               |
| 2024    | No hay amor desinteresado        | Bok Kyoo-hyun     | 12 episodios                                       | [ 24 ] [ 25 ] [ 26 ] |
| 2024    | Un romance picante               | Kang Ha-jun       | 2 ep., serie derivada de No hay amor desinteresado | [ 27 ]               |
| 2025    | Un chico ejemplar                | Kim Jong-hyeon    | 16 episodios                                       | [ 28 ] [ 29 ]        |

### Películas
| Año  | Título                          | Hangul            | Personaje                   | Notas                                                                                | Ref.          |
| ---- | ------------------------------- | ----------------- | --------------------------- | ------------------------------------------------------------------------------------ | ------------- |
| 2014 | Taxi Driver                     | 택시드라이버      | 지훈                        | junto a Song Kang-ho, Thomas Kretschmann, Yoo Hae-jin, Ryu Jun-yeol y Park Hyuk-kwon |               |
| 2014 | Slow Video                      | 슬로우 비디오     | 무전경찰                    | junto a Cha Tae-hyun, Nam Sang-mi, Oh Dal-su, Ko Chang-seok y Jin Kyung              |               |
| 2016 |                                 | 밥먹을때 연락해요 | 상환                        |                                                                                      |               |
| 2016 | Aend                            |                   | 남자                        |                                                                                      |               |
| 2016 | Coward                          | 겁쟁이            | 부석                        | Cortometraje                                                                         |               |
| 2017 | Fauchon - An Afternoon in Paris | 애프터 눈 인 파리 | 하성                        |                                                                                      |               |
| 2019 | Noryang Battle                  | 노량대첩          | 희중                        | junto a Son Ye-won y Jang Het-sal                                                    | [ 30 ] [ 31 ] |
| 2020 | Hitman: Agent Jun               | 히트맨            | Asistente del Agente de NIS | junto a Kwon Sang-woo, Jung Joon-ho, Hwang Jin-hee, Lee Yi-kyung y Heo Sung-tae      |               |
| 2023 | Single in Seoul                 | 싱글 인 서울      | Byeong-soo                  |                                                                                      | [ 32 ]        |
| 2024 | Love in the Big City            | 대도시의 사랑법   | Min-joon                    |                                                                                      | [ 33 ]        |

### Programas de variedades
| Año  | Título                                 | Notas                    | Ref.          |
| ---- | -------------------------------------- | ------------------------ | ------------- |
| 2020 | Knowing Bros (Ask Us Anything)         | invitado                 | [ 34 ]        |
| 2020 | Law of the Jungle in Ulleungdo & Dokdo | (ep. 430-431) - invitado | [ 35 ] [ 36 ] |
| 2021 | Running Man                            | (ep. 541) - invitado     | [ 37 ]        |

### Presentador
| Año  | Evento                        | Notas                                               |
| ---- | ----------------------------- | --------------------------------------------------- |
| 2021 | 2021 MBC Entertainment Awards | co-presentador - junto a Jun Hyun-moo y Kim Sejeong |

### Musicales
| Año  | Título                                            | Personaje     | Notas                                                                                            | Ref.          |
| ---- | ------------------------------------------------- | ------------- | ------------------------------------------------------------------------------------------------ | ------------- |
| 2013 | How to Make a Star (별을 만드는 방법)             | 민섭          |                                                                                                  |               |
| 2013 | X-Wedding                                         | 남자친구      |                                                                                                  |               |
| 2014 | Serra's Sanctum (세라의 성소)                     | 나도사        |                                                                                                  |               |
| 2014 | Greece (그리스)                                   | 스윙          |                                                                                                  |               |
| 2015 | Runway Bit (런웨이비트)                           | 멋쟁이        |                                                                                                  |               |
| 2015 | Bear The Musical (베어더뮤지컬)                   | 피터          |                                                                                                  |               |
| 2015 | Infinite Power (무한동력)                         | 장선재        |                                                                                                  |               |
| 2016 | Thrill Me (쓰릴미)                                | 나            | junto a Jung Uk-jin, 강영석, Kang Dong-ho, Jung Dong-hwa y 임병근                                |               |
| 2016 | In the Heights (인더하이츠)                       | 베니          |                                                                                                  |               |
| 2016 | Natacha and White Donkey (나와 나타샤와 흰당나귀) | 백석          |                                                                                                  |               |
| 2018 | Red Book (레드북)                                 | 브라운        | junto a Ivy, Kim Woo-suk, Heo Soon-mi, Ji Hyun-joon, 안창용, Kim Gook-hee, 윤정열 y Hong Woo-jin | [ 39 ]        |
| 2018 | Il Tenore (일 테노레)                             | 수한          |                                                                                                  |               |
| 2020 | Gentleman's Guide to Murder and Love              | Monty Navarro | junto a Oh Man-seok, Kim Dong-wan y Lee Kyu-hyung                                                | [ 40 ] [ 41 ] |

### Teatro
| Año  | Título                                                  | Personaje           | Notas  |
| ---- | ------------------------------------------------------- | ------------------- | ------ |
| 2017 | Crazy Kiss (미친키스)                                   | 장정                | [ 42 ] |
| 2017 | Taj Mahal's Guardian (타지마할의 근위병)                | 바불                |        |
| 2019 | The Legend of George McBride (조지아 맥브라이드의 전설) | 장정                |        |
| 2023 | Shakespeare in Love                                     | William Shakespeare | [ 43 ] |

### Aparición en videos musicales
| Año  | Artista              | Canción                                | Notas |
| ---- | -------------------- | -------------------------------------- | ----- |
| 2016 | Lee Seung-hwan       | "The Signal of One Billion Light-Year" |       |
| 2018 | Jee Woo-jin (지우진) | "Forgotten" (잊고 지냈었다)            |       |

## Discografía

### Singles
| Año  | Canción                                  | Álbum                              | Notas                  |
| ---- | ---------------------------------------- | ---------------------------------- | ---------------------- |
| 2018 | Grab Me                                  | OST de "To.Jenny"                  | junto a Kim Sung-cheol |
| 2021 | I Hope You′re Happy" (행복했으면 좋겠어) | OST Pt.8 de "Hometown Cha Cha Cha" |                        |

### MSG Wannabe’s JSDK

#### Singles
| Año  | Canción  | Álbum | Notas                                              |
| ---- | -------- | ----- | -------------------------------------------------- |
| 2021 | Only You | -     | junto a Kim Jung-min, Lee Dong-hwi y Simon Dominic |

## Premios y nominaciones
| Año  | Premio                             | Categoría                                 | Trabajo                                           | Resultado | Ref.          |
| ---- | ---------------------------------- | ----------------------------------------- | ------------------------------------------------- | --------- | ------------- |
| 2009 | Myongji University Musical Contest | Gran Premio                               | -                                                 | Ganador   |               |
| 2016 | 제5회 예그린뮤지컬어워드           | 남자 신인상                               | Infinite Power (무한동력)                         | Nominado  |               |
| 2017 | 제1회 한국뮤지컬어워즈             | 남우 신인상                               | Natacha and White Donkey (나와 나타샤와 흰당나귀) | Nominado  |               |
| 2020 | 34th KBS Drama Awards              | Mejor actor revelación                    | I've Returned After One Marriage                  | Ganador   | [ 47 ]        |
| 2020 | 34th KBS Drama Awards              | Mejor pareja (junto a Lee Cho-hee)        | I've Returned After One Marriage                  | Ganadores |               |
| 2020 | 7th APAN Star Award                | Premio a la escelencia, actor en serie TV | I've Returned After One Marriage                  | Ganador   | [ 48 ] [ 49 ] |
| 2021 | KBS Drama Award                    | Mejor actor de reparto                    | Youth of May                                      | Nominado  |               |
| 2023 | 14.º Korea Drama                   | Premio a la excelencia                    | Sabuesos                                          | Ganador   | [ 50 ]        |